# Muhammad Abbas

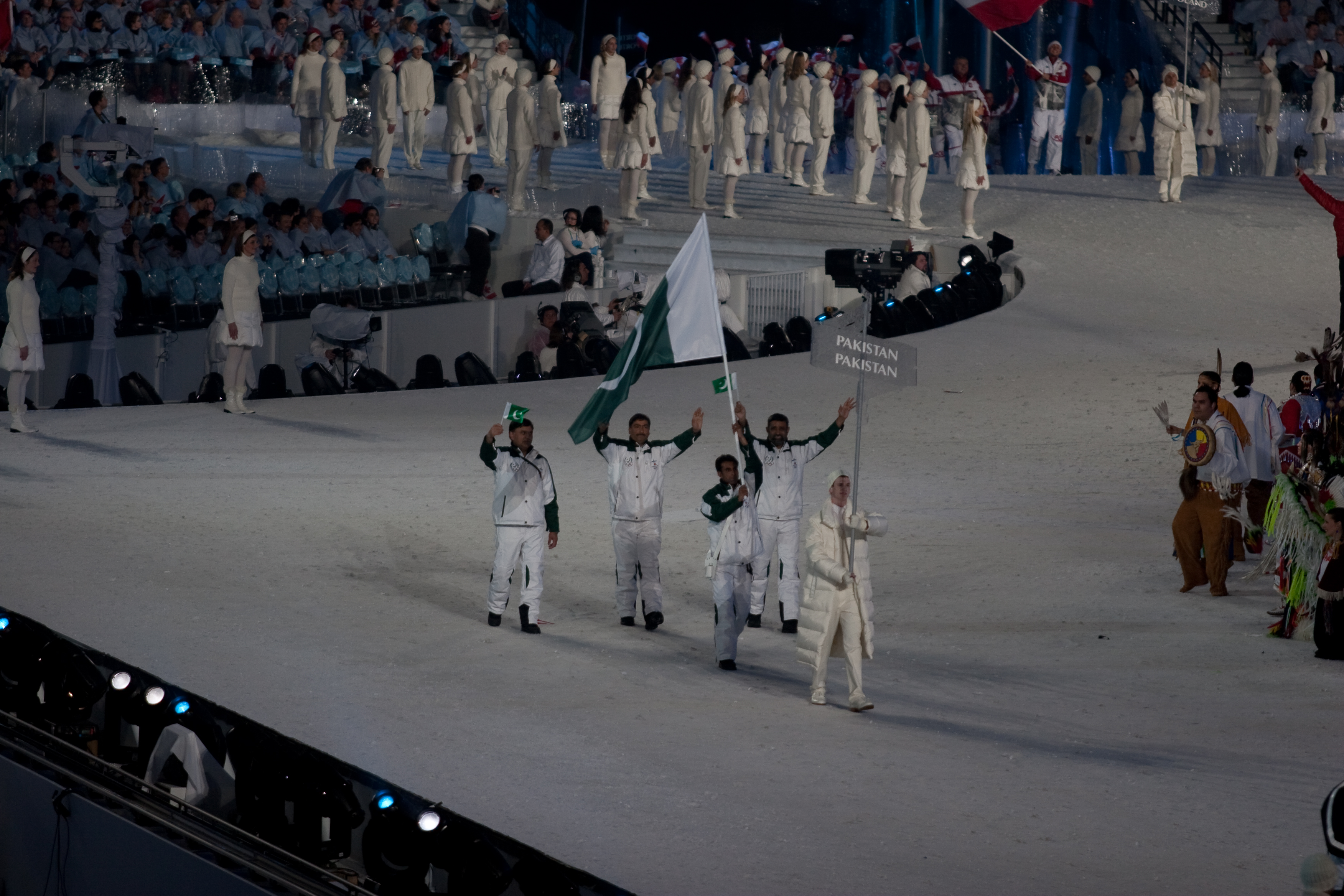
Reprezentacja Pakistanu podczas ceremonii otwarcia Zimowych Igrzysk Olimpijskich 2010.

Muhammad Abbas, urdu محمد عباس (ur. 16 lutego 1986 w Gilgicie) – pakistański narciarz alpejski, pierwszy w historii reprezentant Pakistanu na zimowych igrzyskach olimpijskich.
Jako pierwszy w historii reprezentował Pakistan na zimowych igrzyskach olimpijskich. Miało to miejsce w 2010 roku, podczas igrzysk w Vancouver. Zajął wówczas 79. miejsce w slalomie gigancie mężczyzn.
Wystartował także w Mistrzostwach Świata w Narciarstwie Alpejskim 2005 w Bormio, gdzie zajął 64. miejsce w slalomie.

## Osiągnięcia

### Igrzyska olimpijskie
| Igrzyska        | Data           | Konkurencja   | Zjazd 1 | Zjazd 2 | Łącznie | Miejsce | Strata | Zwycięzca   | Źródła            |
| --------------- | -------------- | ------------- | ------- | ------- | ------- | ------- | ------ | ----------- | ----------------- |
| 2010, Vancouver | 23 lutego 2010 | slalom gigant | 1:38,27 | 1:42,31 | 3:20,58 | 79.     | 42,75  | Carlo Janka | [ 4 ] [ 5 ] [ 6 ] |